# Рока Питиљијана (Болоња)
Рока Питиљијана (итал. Rocca Pitigliana) је насеље у Италији у округу Болоња, региону Емилија-Ромања.
Према процени из 2011. у насељу је живело 44 становника. Насеље се налази на надморској висини од 492 м.